# Дороново
Дороново — опустевшая деревня в Вязниковском районе Владимирской области России, входит в состав муниципального образования посёлок Мстёра.
Фактически урочище.

## География
Деревня расположена в 9 км на юг от центра поселения посёлка Мстёра и в 17 км на северо-запад от райцентра города Вязники.

## История

### Административно-территориальная принадлежность
В XIX — первой четверти XX века деревня входила в состав Станковской волостиВязниковского уезда, с 1926 года — в составе Сарыевской волости.
С 1929 года деревня входила в состав Налескинского сельсовета Вязниковского района, с 1940 года — в составе Мстерского сельсовета, с 1963 года — в составе Барско-Татаровского сельсовета, с 2005 года — в составе муниципального образования посёлок Мстёра.

## Население
| 1859 | 1905 | 1926 | 2002 | 2010 | 2021 |
| ---- | ---- | ---- | ---- | ---- | ---- |
| 114  | ↗119 | ↘88  | ↘0   | →0   | →0   |

## Инфраструктура
Было личное подсобное хозяйство с зоной сельскохозяйственного использования, индивидуальная застройка усадебного типа. В 1859 году в деревне числилось 16 дворов, в 1905 году — 16 дворов, в 1926 году — 18 дворов.